# Langenwolschendorf
Langenwolschendorf é um município da Alemanha localizado no distrito de Greiz, estado da Turíngia.